# Захребетники
Захребетники, застінники, гулящі люди — категорія збіднілого населення в Україні, Росії та Білорусі 15—17 ст. Захребетники, як правило, не мали власної оселі, особистого господарства, не платили податків, а мешкали й наймитували за гроші в заможних хазяїв або виконували за своїх хазяїв повинності. За соціально-економічним статусом захребетники наближалися до бобилів, бурлаків, загородників та ін. зубожілих верств суспільствава. Протягом 16—17 ст. частина захребетників влилася до складу запорозького та донського козацтва, інша — потрапила в особисту чи земельну залежність від можновладців. Тих, які поліпшили своє матеріальне становище, урядовці могли записати до стану селян чи міщан.